# Charles Alonzo Bond
Pour les articles homonymes, voir Bond.
Charles Alonzo Bond, né le 29 mars 1904 en Pennsylvanie et mort en 1989, est un officier de marine américain de l'US Navy. 

## Biographie
Lieutenant Commander (1er août 1939) puis Commander (1er août 1942), il est promu capitaine le 20 juillet 1943 durant la Deuxième Guerre mondiale et commande le USS Bougainville (CVE-100) (en) jusqu'au 28 mai 1945. 
En 1946-1947, il commande le groupe Ouest lors de l'Opération Highjump de Richard Evelyn Byrd. 
Le glacier Bond en Antarctique ainsi que le Bond Peaks (en) ont été nommés en son honneur.